# Pont des Trous
Pour les articles homonymes, voir Trou.
Le pont des Trous est une porte d'eau de style gothique, érigée au XIIIe siècle, encadrée de deux tours et enjambant le fleuve Escaut à Tournai, en Belgique.
L'arche centrale a été dynamitée au début de la Seconde Guerre mondiale. Lors de la reconstruction après la guerre, les deux arches intactes ont été démontées puis l’ensemble a été reconstruit selon de nouvelles proportions – en partie avec les matériaux des arches historiques – pour élargir l’arche centrale, et l'ensemble du pont a été rehaussé de 2,40 m pour faciliter la navigation fluviale,, tout en préservant ce qui définissait l'ouvrage en tant que porte d'eau médiévale.
En 2019, les trois arches sont « déconstruites » et adaptées pour augmenter le gabarit navigable afin de favoriser le trafic fluvial. Les travaux débutent en août 2019 et se terminent début 2023. Le pont est inauguré le 14 et le 15 avril 2023.

## Historique

### DuXIIIesiècleauXXesiècle
C'est l'un des principaux vestiges de l'architecture militaire médiévale de Belgique et l'un des monuments emblématiques de Tournai. Cet ouvrage faisait partie de la troisième enceinte de Tournai, appelée aussi seconde enceinte communale (XIIIe siècle). Il défendait le cours de l'Escaut dans sa traversée de la ville et était donc l'une des deux portes d'eau de Tournai. Des grilles coulissantes permettaient de barrer le cours du fleuve. La tour de la rive gauche - « tour du Bourdiel » - date de 1281. La tour située sur la rive droite, dite « tour de la Thieulerie », a été construite entre 1302 et 1304.
En 1340, lors du siège de la ville, un assaut y sera mené par des milices flamandes et des troupes anglaises. La légende veut que cette attaque ait été repoussée en raison de l’apparition - dans les fumées des combats - de la Vierge Marie à la tête d’une armée d’anges… En ex-voto, la tour de la Thieulerie abrita pendant des siècles une statue représentant la Sainte Vierge. Cette dernière disparaîtra lors de la restauration de 1847. Aujourd'hui, la niche située au-dessus de la porte de la tour de Thieulerie témoigne de cette histoire.
En 1515, la tour de la Thieulerie est intégrée aux fortifications construites dans le quartier du château par Henri VIII. La tour du Bourdiel est englobée dans un boulevard d'artillerie dont des vestiges subsistent dans le Jardin de la Reine.
Lors de la canalisation de l’Escaut voulue par Louis XIV, le Pont des Trous sera enterré de 2,5 à 2,8 m à la suite de la construction des quais. Il demeurera en l'état jusqu’au XIXe siècle. En 1847, il fait l’objet d’une restauration : le toit de la courtine ainsi que les murs intérieurs sont enlevés. Ils ne seront jamais rétablis.

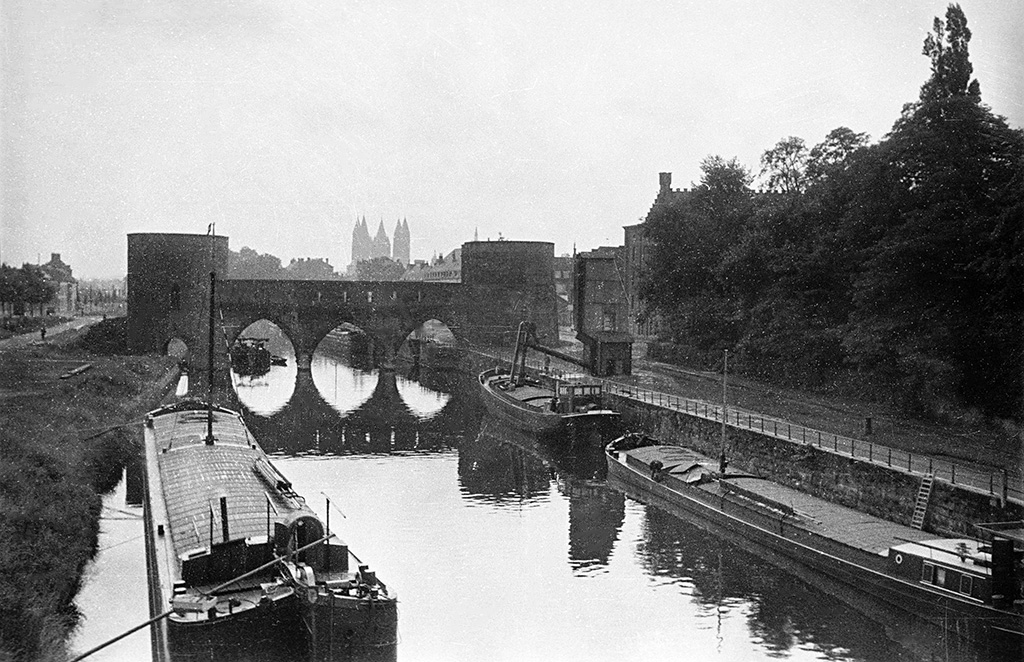
Le pont des Trous et la cathédrale, en 1934.

Le pont des Trous est classé une première fois en 1936. Lors de la Seconde Guerre mondiale, le 19 mai 1940, les troupes anglaises, battant en retraite, décidèrent de faire sauter tous les ponts de la ville, y compris le Pont des Trous. Seules les arches furent réellement impactées. Les tours furent miraculeusement épargnées malgré un dynamitage programmé. Au préalable des travaux de restauration qui s’imposaient, le Pont des Trous fit l'objet d'une procédure de déclassement. La reconstruction eu lieu en 1948. Il fallut attendre le 6 mai 1991 pour que l'édifice (monument et site) soit à nouveau classé par Arrêté de la Région wallonne, et ce, en raison de « sa valeur scientifique et esthétique ».
Dans les années 1970, un premier projet de mise à gabarit (1 350 tonnes) de l’Escaut menaça l’édifice. Finalement, l’opposition des Tournaisiens imposa l’utilisation d’un alternat pour la navigation afin de préserver les quais et le monument.
|  |  |  |

### Démolition des arches en 2019

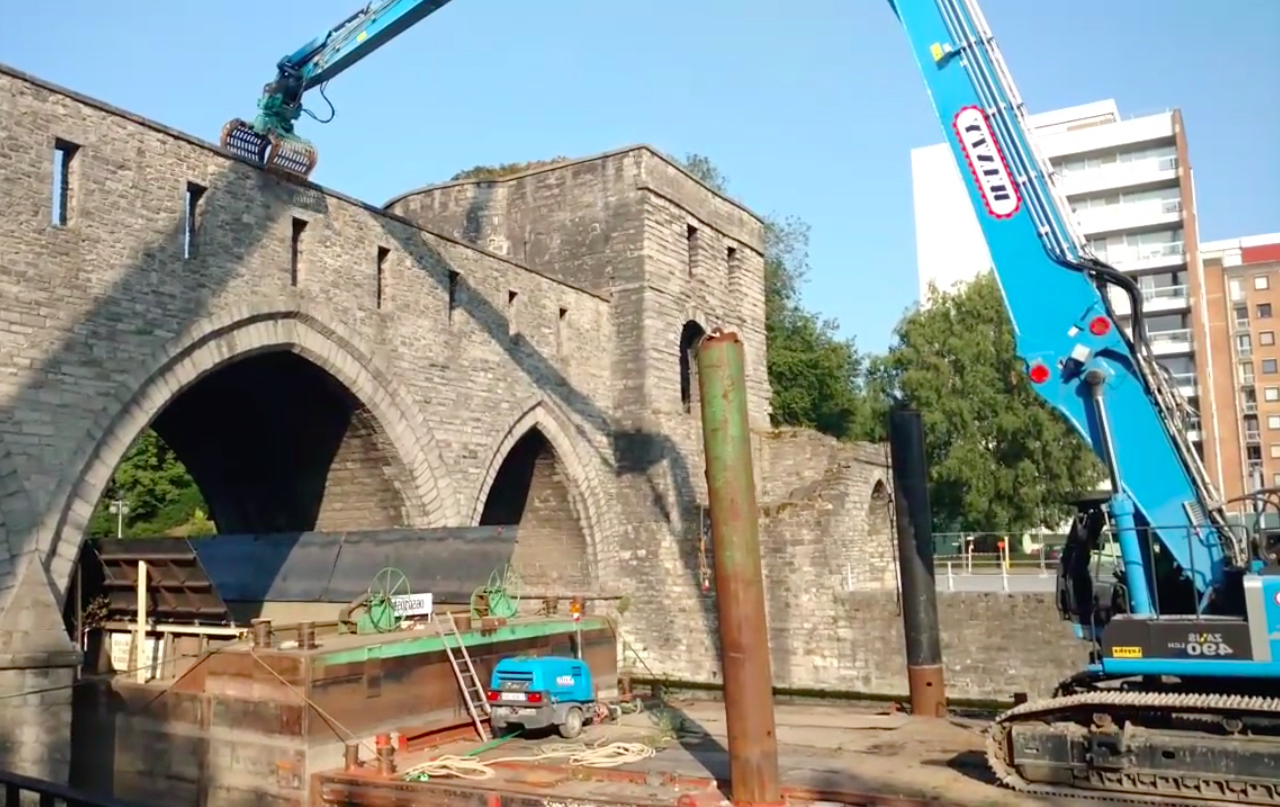
Le début de la démolition des arches, août 2019

Depuis 2013, la Région wallonne fait de la mise à gabarit de l'Escaut une priorité, afin de profiter de l'aménagement du canal Seine Nord-Europe. Ainsi, au début du XXIe siècle, l'architecture du pont est à nouveau remise en cause. Les défenseurs du patrimoine demandent, à défaut du "petit contournement", de préserver les éléments qui définissent le pont des Trous en tant que porte d'eau médiévale : aspect fortifié, courtine et trois arches en arc brisé. Divers projets d'aménagement visent à élargir l'arche centrale, voire la supprimer complètement, bien qu'un projet de contournement du pont, plus coûteux, ait été proposé. Un débat commence entre les autorités communales et les défenseurs du  patrimoine tournaisien. L'administration affirme le caractère impératif de l'élargissement fluvial qui pourrait augmenter l'activité économique de la ville. Un collectif, emmené par Pierre-Emmanuel Lenfant (Réseau Archeologia.be) et Philippe Pierquin (Association "Les Amis de la Citadelle"), se met en place dès 2013 à la suite de l'officialisation d'un premier projet : l'option "Résille".
Face à une contestation grandissante, la Ville de Tournai organise une consultation populaire sur le choix du matériau à utiliser pour élever l'arche centrale : pierre ou résille,. Le 25 octobre 2015, 79% des votants s'expriment en faveur de la pierre. Par la suite, une série de réunions et d'ateliers citoyens sont organisés qui aboutissent à un projet élaboré par l'architecte Olivier Bastin. Ce projet respecte l'utilisation de la pierre et opte pour une architecture plus épurée, plus moderne que l'esquisse initiale.
Dans ce contexte tendu, le 9 juillet 2018, Pierre-Emmanuel Lenfant dépose une Alerte Patrimoine auprès de l'ICOMOS International étant donné le risque d'un déclassement UNESCO du beffroi de Tournai.

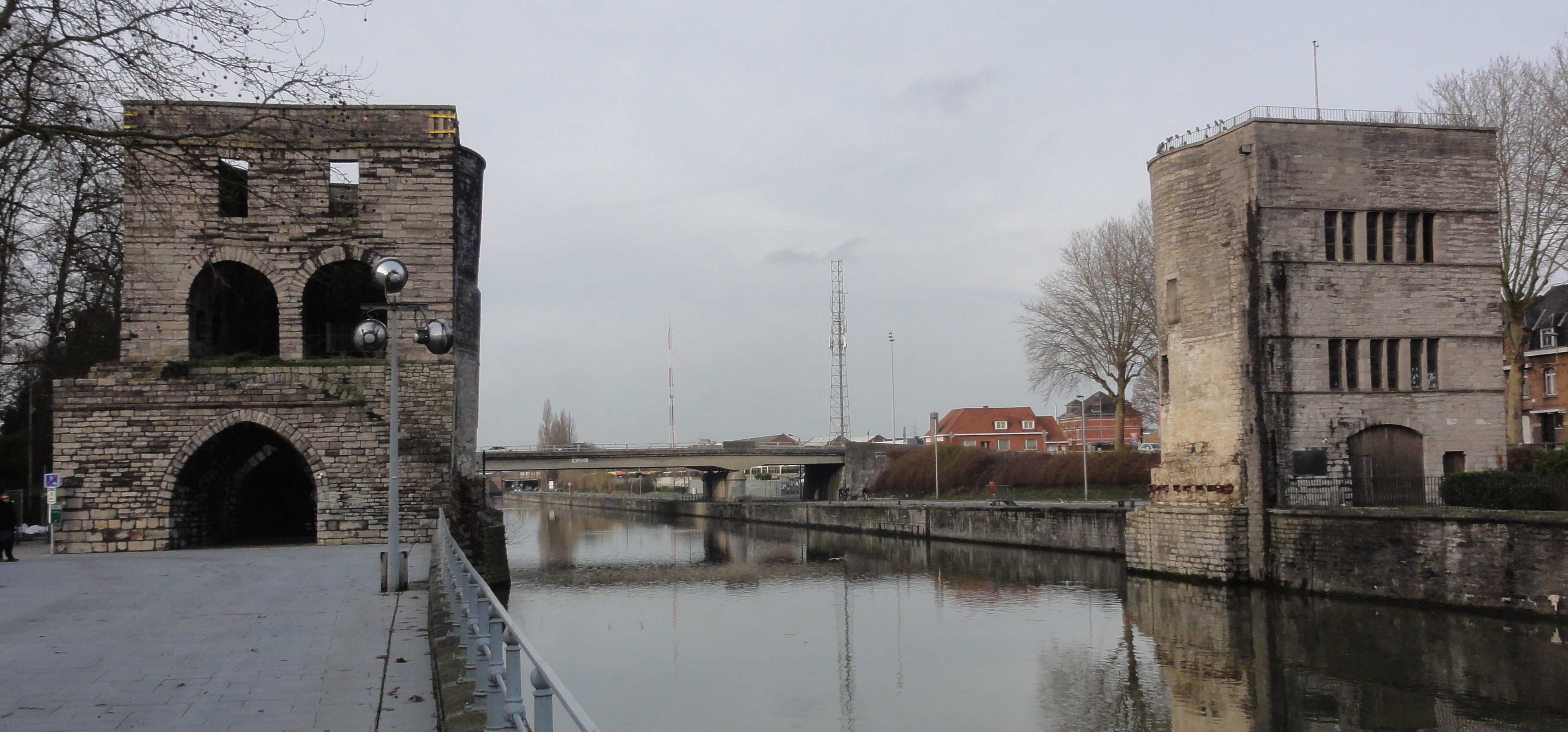
Les deux tours après la démolition des arches, fin décembre 2019.

Malgré les craintes exprimées, le Conseil communal vote le 28 janvier 2019, majorité contre opposition, la modification de la voirie communale et le plan d'alignement. Le projet d'Olivier Bastin est donc validé malgré les risques.
Le 19 mars 2019, la Presse est informée de l'abandon du projet Bastin (Courrier de l'Escaut du 20 mars 2019). Des garanties seront alors données pour préserver une version traditionnelle. L'idée d'un recours devant le Conseil d'Etat est définitivement abandonnée,.
Le 10 juillet 2019, la question du Pont des Trous, du musée des Beaux-Arts et du Smart Centre est évoquée lors de la 43ème session du comité du patrimoine mondial de l'UNESCO.
Les travaux de déconstruction débutent le 2 août 2019 en présence de la ministre Marie-Christine Marghem,,.

### Réconstruction et réouverture

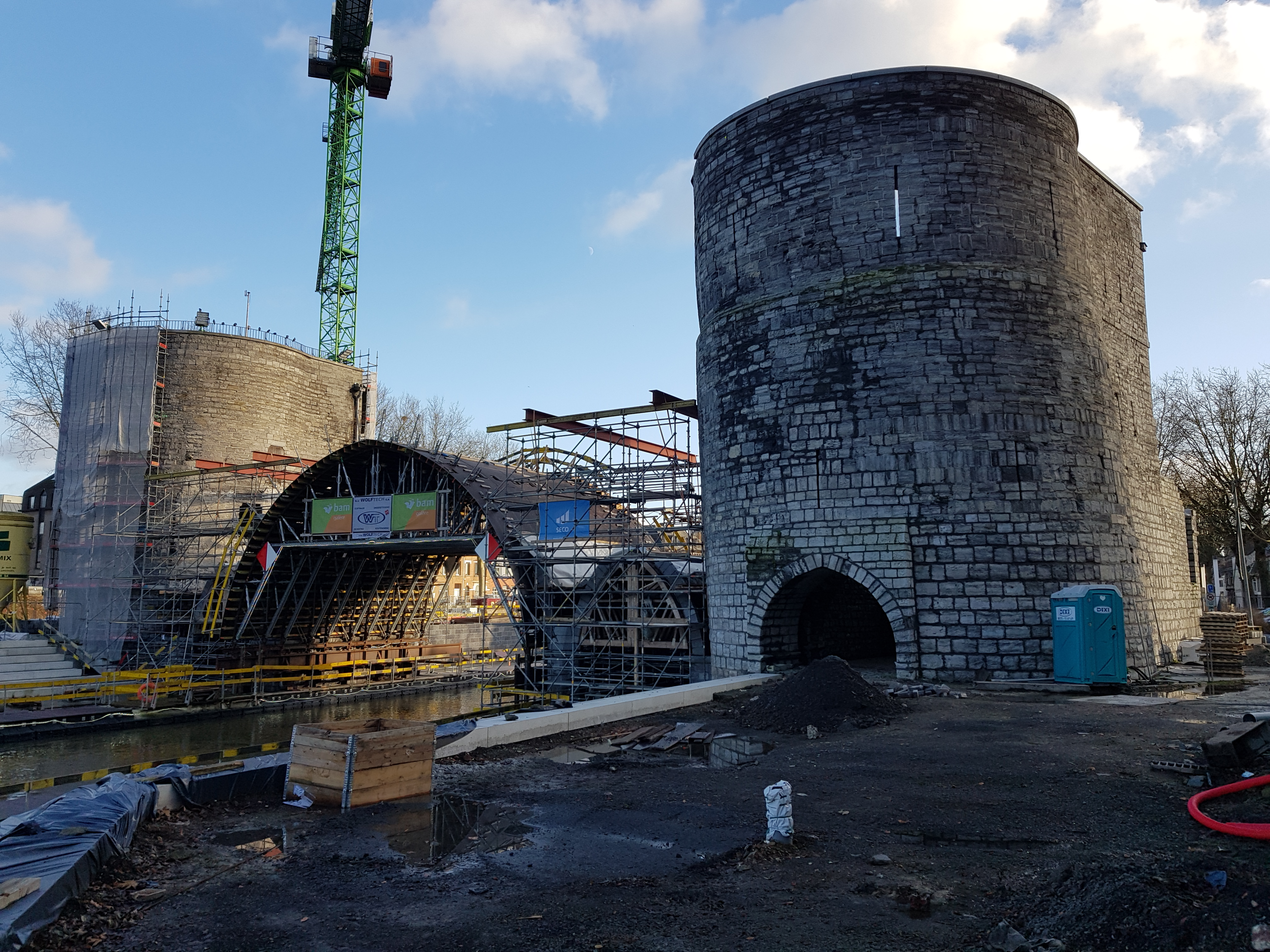
En reconstruction.

Les travaux de reconstruction sont menés de 2019 à 2023,.
Le 14 et le 15 avril 2023, le nouveau pont est inauguré en présence du bourgmestre Paul-Olivier Delannois. Des animations sont projetées et de la musique est diffusée. L’événement dure 2 jours et rassemble au total plus de 10 000 personnes.